# Polígono côncavo

Um exemplo de polígono côncavo

Um polígono côncavo é um polígono que sempre terá um ângulo interno maior do que 180 graus e menor que 360 graus, chamado ângulo côncavo.